# Black Knight (Rakete)

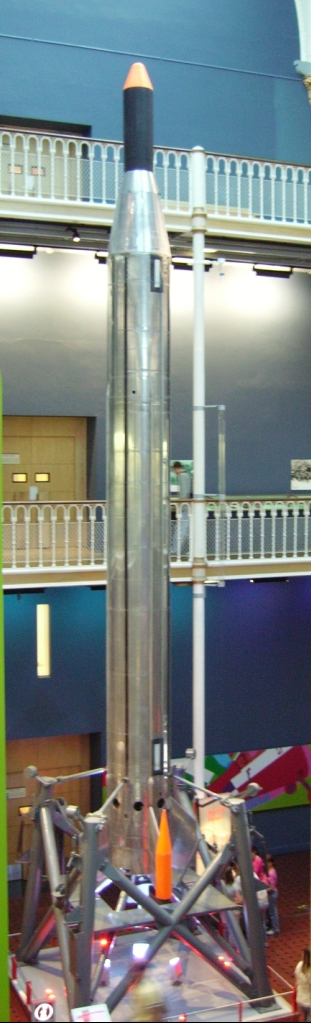
Black Knight

Black Knight war eine britische Versuchsrakete. Sie wurde von Saunders-Roe in ein- und zweistufiger Ausführung gebaut. Die einstufige Black Knight war 10,2 m lang und hatte einen Durchmesser von 91 cm. Diese Rakete, die beim Start 5,4 t wog, konnte eine Höhe von 800 km erreichen. Sie wurde 1958 und 1959 von Woomera u. a. auch für Wiedereintrittstests gestartet. Sie wurde parallel zur Blue Streak entwickelt, da die Black Knight Gefechtsköpfe für sie testen sollte. Die Black Knight war in Bezug auf die Antriebstechnik einzigartig. Als Treibstoff verwendete sie Oxidator HTP, einen Treibstoff, den schon die Deutschen bei einigen Versuchsraketen verwendet hatten. Dieser Treibstoff brannte sehr stark, was die Konstruktion ihrer Gamma-Triebwerke sehr vereinfachte.
Daneben existierte noch eine zweistufige Black Knight, welche eine Cuckoo-IB mit einem spezifischen Impuls von 360 kNs als Startstufe verwendete. Diese Rakete war 11,6 m lang und wog beim Start 6,35 t. Eine spätere Version benutzte die Cuckoo-2 mit einem spezifischen Impuls von 360 kNs als Startstufe. Die zweistufige Black Knight wurde zwischen 1960 und 1965 fünfzehnmal in Woomera gestartet.